# Alexandria
|  | Per a altres significats, vegeu «Alexandria (desambiguació)». |

Alexandria (àrab: الإسكندرية, al-Iskandariyya; àrab egipci: الإسكندريه, al-Eskandareya; copte: ⲣⲁⲕⲟϯ, Rakot; grec antic: Αλεξάνδρεια; antic egipci: raqedum) és una ciutat d'Egipte, capital de la governació d'Alexandria. És la capital de la governació d'Alexandria amb 2.679 km² i una població de 4.110.015 habitants (2006) i és la segona ciutat de l'estat i el primer port pel que passen el 80% de les importacions i exportacions. Va ser fundada entre el 332 i el 331 aC per Alexandre el Gran. Va esdevenir durant l'antiguitat el primer port d'Egipte. Fou en el seu moment un dels grans centres culturals de la Mediterrània. Alexandria va ser molt coneguda per la seua Biblioteca d'Alexandria i pel Far d'Alexandria, una de les meravelles clàssiques. La ciutat disposa de metro, aeroports (El Nozha o Al-Nozha a 7 km al sud-est i Borg al-Arab a uns 25 km que fou base militar fins al 2003), i una bona xarxa d'autopistes i trens. També hi ha autobusos i taxis. La ciutat disposa de dos ports, oriental i occidental.

## Història

Moderna Biblioteca d'Alexandria

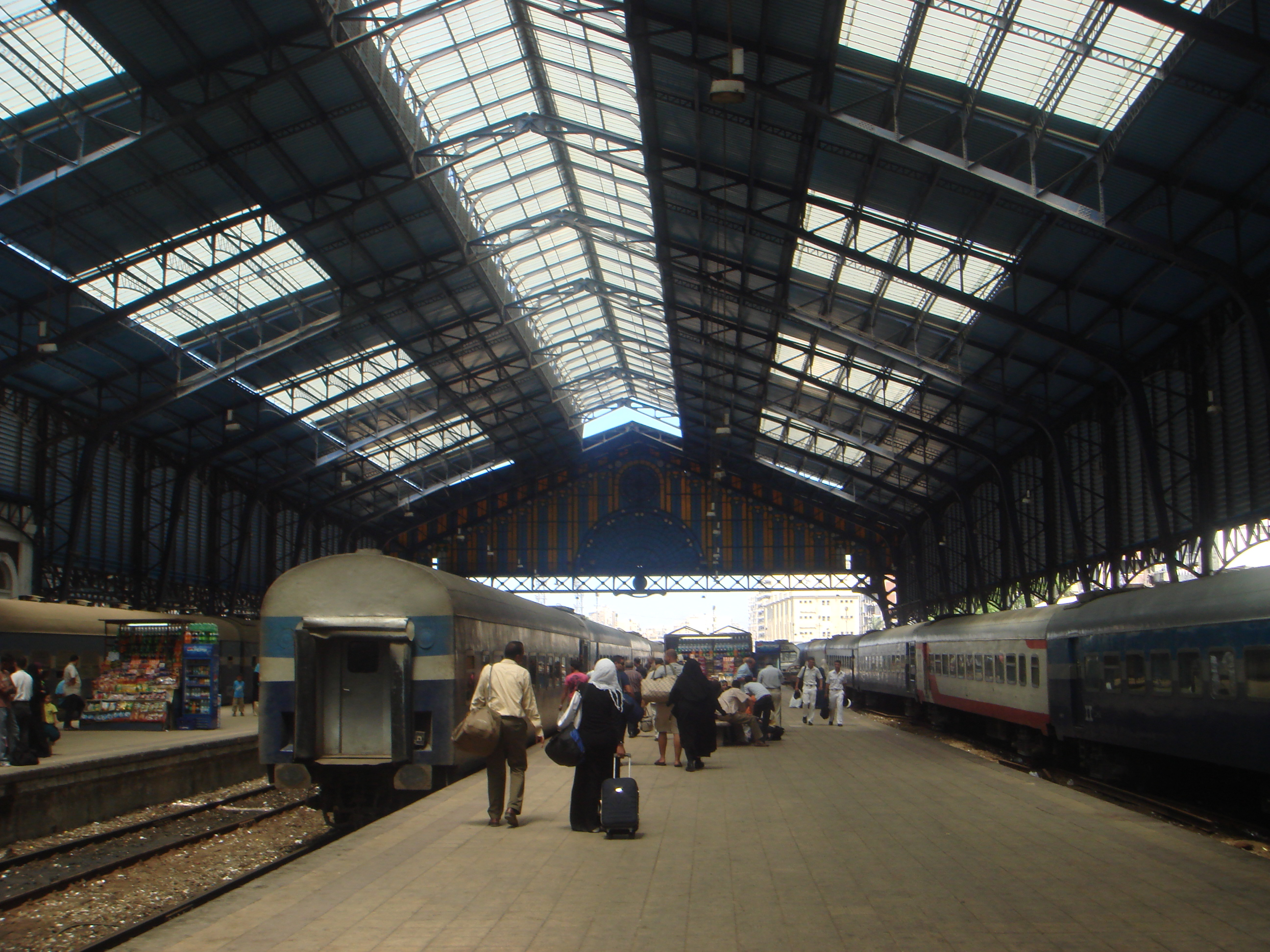
Estació ferroviària Misr

### Alexandre Magne
Alexandria fou fundada per Alexandre el Gran cap el 332 aC amb el nom de Ἀλεξάνδρεια (Alexándreia). L'arquitecte que va definir el seu traçat hipodàmic va ser Dinòcrates de Macedònia. La seva fundació està rodejada de mites. Alexandria tenia la missió de superar Naucratis com a centre hel·lenístic d'Egipte i enllaçar Grècia i el Nil. El lloc triat fou darrere l'illa de Faros a l'oest de la branca canòpica del riu que oferia defensa contra els enemics, el desert libi a l'oest i sud-oest, i el delta a l'est. Ja hi havia un llogaret egipci anomenat Rhakotis, freqüent refugi de pirates i pescadors, i a la rodalia hi havia cinc poblets més entre la llacuna Mareòtida i la mar. Al cap d'uns mesos Alexandre va sortir d'Egipte i ja no hi va tornar. El seu virrei Cleomenes va continuar l'expansió de la ciutat, que seria la capital d'Egipte durant el període grecoromà.

### Dinastia ptolemaica
En la lluita per la successió d'Alexandre, el general Ptolemeu, després Ptolemeu I Soter, va aconseguir portar el cos d'Alexandre a Egipte i construir una tomba a Alexandria. La tomba d'Alexandre el Gran fou en endavant un destí per viatgers i per turistes.
El Heptastadion i els barris principals de terra foren obra dels ptolemeus. Recollint el comerç que abans feia Tir, ara arruïnada, va esdevenir el centre comercial entre Europa i Aràbia i l'Índia. En una generació la ciutat era més gran que Cartago i al cap d'un segle era la ciutat més gran del món occidental i durant uns segles després fou la segona després de Roma. Era també la ciutat grega principal d'Egipte amb una gran barreja de grecs d'arreu. També era la ciutat amb la comunitat jueva més important del món; a la ciutat es va produir la Septuaginta, traducció grega de la Torà o Bíblia hebrea. Culturalment va destacar la Biblioteca d'Alexandria. Les tres comunitats, grega, egípcia i jueva van romandre separades dins la ciutat. Les lleis gregues estaven basades en la llei àtica i altres lleis gregues.

### Imperi romà
Al segle ii aC i I aC fou teatre de totes les intrigues i lluites pel poder. Nombroses personalitats de la cultura van néixer a Alexandria.
La ciutat va passar sota influència romana el 80 aC encara que la influència romana al país ja existia. Juli Cèsar va viure amb Cleòpatra VII a Alexandria el 47 aC i després va fer el mateix Marc Antoni. Després de la derrota d'Àccium, Octavi August va conquerir Egipte (31 aC), on va nomenar un prefecte responsable personalment davant ell mateix i no davant el senat. Va visitar la tomba d'Alexandre a Alexandria, però va refusar de visitar les tombes dels faraons.
Nominalment fou una ciutat lliure sota els romans conservant el seu senat i les funcions judicials d'aquest cos, que li havien estat retirades per August, li foren retornades més tard per Septimi Sever. La prosperitat aturada per les guerres va retornar aviat amb la pax romana; Egipte era el graner de Roma, i Alexandria el lloc pel qual sortia el gra.
El 115 fou destruïda durant la guerra civil entre jueus i grecs de la ciutat i Hadrià la va reconstruir seguint els plànols del seu arquitecte Decrià (Decriannus). El 215 l'emperador Caracal·la la va visitar i per algunes sàtires dels seus habitants en contra seva va fer matar tots els joves capacitats per portar armes, la qual cosa va causar una gran massacre (Dió Cassi diu que van morir unes 20.000 persones). La tomba d'Alexandre es va tancar al segle iii i la seva localització es va oblidar amb el temps.

#### Cristianisme
A partir del segle iii s'hi va introduir el cristianisme i al segle iv fou un centre d'aquesta religió. Amb el bisbe Atanasi d'Alexandria l'arrianisme i el paganisme foren combatuts amb energia, i el patriarcat d'Alexandria va esdevenir un dels principals poders eclesiàstics. La ciutat cada vegada estava més separada de la cultura egípcia. Les guerres de l'Imperi als segles iii i iv van provocar, com en altres llocs una decadència accelerada. Quan Constanci Clor fou nomenat comandant suprem a la Gàl·lia, Britànnia i Hispània com un dels dos cèsars de la tetrarquia, el 293, Constantí va romandre amb Dioclecià a Nicomèdia, probablement com una mena d'ostatge que garantia la fidelitat del seu pare. Luci Domici Domicià s'hi va declarar emperador el 297 atiat per Aureli Aquil·leu, i Dioclecià va suprimir la revolta després de conquerir Alexandria en 298. Els pagans foren perseguits i temples i estàtues foren destruïdes; els rituals pagans foren prohibits de vegades sota pena de mort, i les biblioteques foren tancades. El 21 de juliol del 365, Alexandria fou devastada per un tsunami causat per un terratrèmol a Creta, del qual donà notícia Ammià Marcel·lí, que es va commemorar durant dos-cents anys com "el dia de l'horror".
El 391 Teodosi el Gran va ordenar tancar els temples pagans que restaven i el patriarca Teòfil d'Alexandria va fer complir l'ordre, i sembla que fou llavors quan foren destruïdes la Biblioteca d'Alexandria i el Serapeum. Entre les víctimes hi hagué la matemàtica i neoplatònica Hipàcia. En els segles següents les informacions sobre Alexandria són minses.
El Brucheum i el barri jueu estaven deserts al segle v i els monuments centrals com el mausoleu d'Alexandre i el Museu queien en ruïnes. La vida de la ciutat se centrava a la zona del Serapeum i Caesareum, que havien esdevingut esglésies cristianes. Els barris de Pharos i Heptastadium van romandre força habitats i no van patir destruccions.

### Conquesta àrab
El 619, Alexandria fou assetjada pels perses sassànides que la van ocupar però fou reconquerida deu anys després. El 641 fou assetjada pels àrabs dirigits pel general Amr ibn al-As, i conquerida el 642 després de 14 mesos. Molts grecs van abandonar llavors la ciutat però els conqueridors no van molestar a la població. En aquest moment segons els historiadors àrabs hi vivien entre 40.000 i 70.000 jueus i un nombre que s'estimava fins a 600.000 grecs (200.000 homes) però aquestes xifres són dubtoses. El 645 el general Manel, enviat per l'emperador Constant II, la va reconquerir i Amr la va assetjar trobant una forta resistència, que fou finalment aniquilada. La ciutat disposava aleshores d'una bona muralla. L'illa de Faros separava els dos ports, oriental i occidental i estava unida a terra per un dic (heptastade); al nord de l'illa i havia el far que encara és descrit acuradament el 1165 fins que fou destruït per diversos terratrèmols.
La ciutat va tenir generalment governadors musulmans però també coptes cristians com Teodosi, nomenat pel califa Yazid I ibn Muawiya; els coptes ocupaven molt sovint l'administració financera i la civil i els àrabs la militar. El 816 va ser ocupada per exiliats andalusins amb el suport de la població local i es va establir una república dirigida per Umar ben Hafs ben Shuayb ben Isa al-Ghaliz (el Gros). El 827 Ibn Tahir, governador enviat a Egipte pel califa Mamun va assetjar la ciutat (maig) que va haver de capitular (juny). Els assetjats van obtenir l'aman i van poder sortir de la ciutat sans i estalvis amb la condició de no emportar-se cap esclau ni cap egipci. Sota Àhmad ibn Tulun (868-884) la ciutat va esdevenir autònoma, és a dir amb administració separada, situació que va durar fins al segle x (encara era entitat separada el 948).
Al segle xi el patriarca copte es va traslladar al Caire i llavors la ciutat fou donada algunes vegades com a feu (ikta) encara que generalment estava sota un governador, funcionari del govern de torn, amb un cadi local com autoritat judicial civil i religiosa.
A l'època medieval la ciutat estava ben fortificada però no se'n saben els detalls. Al-Muttawakil (846-861) va fer construir nous murs o restaurar els antics. Altres reformes es van fer sota Àhmad ibn Tulun (868-884), Saladí (1172-1193), Baybars I (1260-1276) i al-Ashraf Shaban (1363-1376) i algun altre. Un fortí fou construït al lloc del far per Qàït-bay el 1477. El 1326 la ciutat es va revoltar per les fortes càrregues fiscals.
La ciutat disposava de diverses portes: Bab al-Bahr que donava al port, Bab Rashid o Porta de Rosetta a l'oest, Bab Sidra, al sud, Bab al-Bahar (porta de les espècies o Porta de Sant Marc (per les caravanes de l'interior del país) i Bab al-Akhdar o Bab al-Khirdr (al nord, portant al cementiri)
Sota els àrabs la capital egípcia era al-Fustat o el Caire i el viatge a aquestes des d'Alexandria (pel Nil) prenia set dies. Al segle xiii la població total s'estimava en 65.000 habitants però va tenir una forta baixada al segle xiv, per la pesta que entre 1347 i 1350 matava entre 100 i 200 persones al dia (700 al moment més fort). Es van tancar els negocis i es va aturar l'activitat per manca de mà d'obra o mort dels propietaris; no operaven els mercats ni les duanes. Però després de l'epidèmia es va recuperar ràpidament i el 1384 s'estimava ja en 50.000 o 60.000 persones.
Sota els mamelucs el governador tenia el rang de tablkhana però després de ser atacada per Pere de Lusignan (de Xipre) s'hi va establir un amir mia, el mateix rang que els governadors de Trípoli del Líban, Safad i Hamat a Síria.
Mesquites notables de la ciutat foren la Mesquita d'Umar o Djami al-Gharbi (antiga església de Théonas, i la mesquita d'al-Djuyush o al-Attarin (antiga església de Sant Atanasi). Hi havia també alguns ribats com el d'al-Wasi (mort el 1274) i el Ribat Siwar o de Muhammad ibn Sulayman al-Shatibi (mort també el 1274).

### Edat contemporània
En les operacions militars franceses en temps de Napoleó Bonaparte en 1798 les tropes franceses van assaltar la ciutat el 2 de juliol de 1798 i va romandre a les seves mans fins a l'arribada dels britànics el 1801; després de la victòria naval britànica d'Alexandria el 21 de març de 1801 la ciutat fou assetjada i ocupada el 2 de setembre de 1801. Les destruccions patides es van començar a reparar el 1810 i el 1850 tornava a ser una ciutat notable. El juliol de 1882 fou bombardejada per la flota britànica que la van ocupar.
Els darrer bombardejos foren els de juliol de 1954 de terroristes enviats pel govern israelià en una campanya que va originar l'afer Lavon, ja que els objectius eren interessos egipcis, americans i britànics. En aquesta ciutat el 1955, a la plaça Mansheyya, Gamal Abdel Nasser va patir un atemptat.

## Divisió administrativa

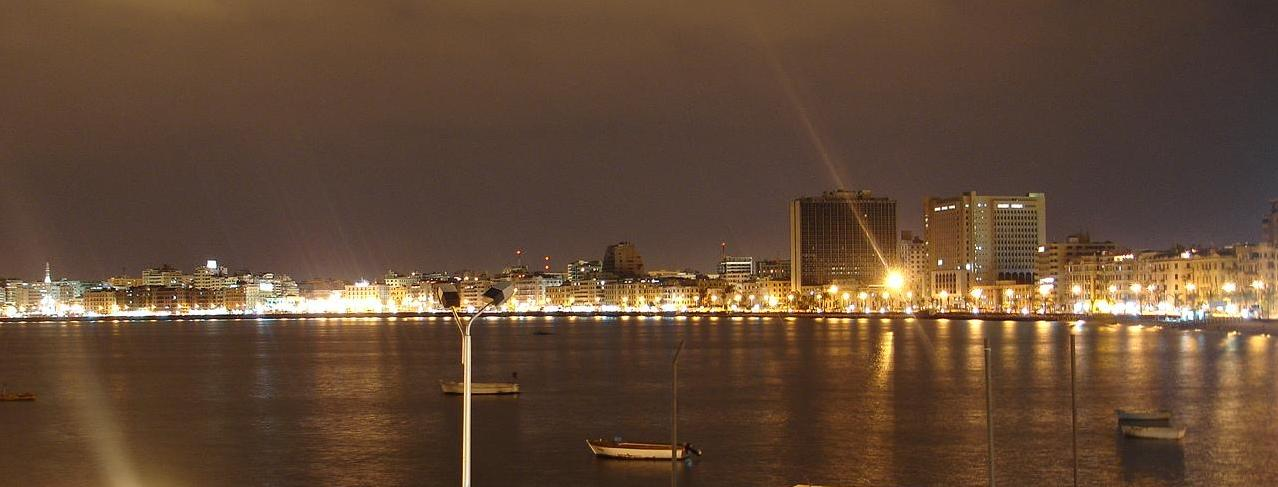
Alexandria de nit

### Districtes
- Montaza amb 943.100 habitants
- Alexandria oriental amb 933.600 habitants
- Alexandria Mitjana amb 566.500 habitants
- Amreya amb 457.800 habitants
- Alexandria Occidental amb 450.300 habitants
- Gumrok amb 186.900 habitants

Junt amb altres dues ciutats de la governació forma l'àrea metropolitana:
- Borg al-Arab, amb 186.900 habitants
- Nova Borg al-Arab, amb 7.600 habitants

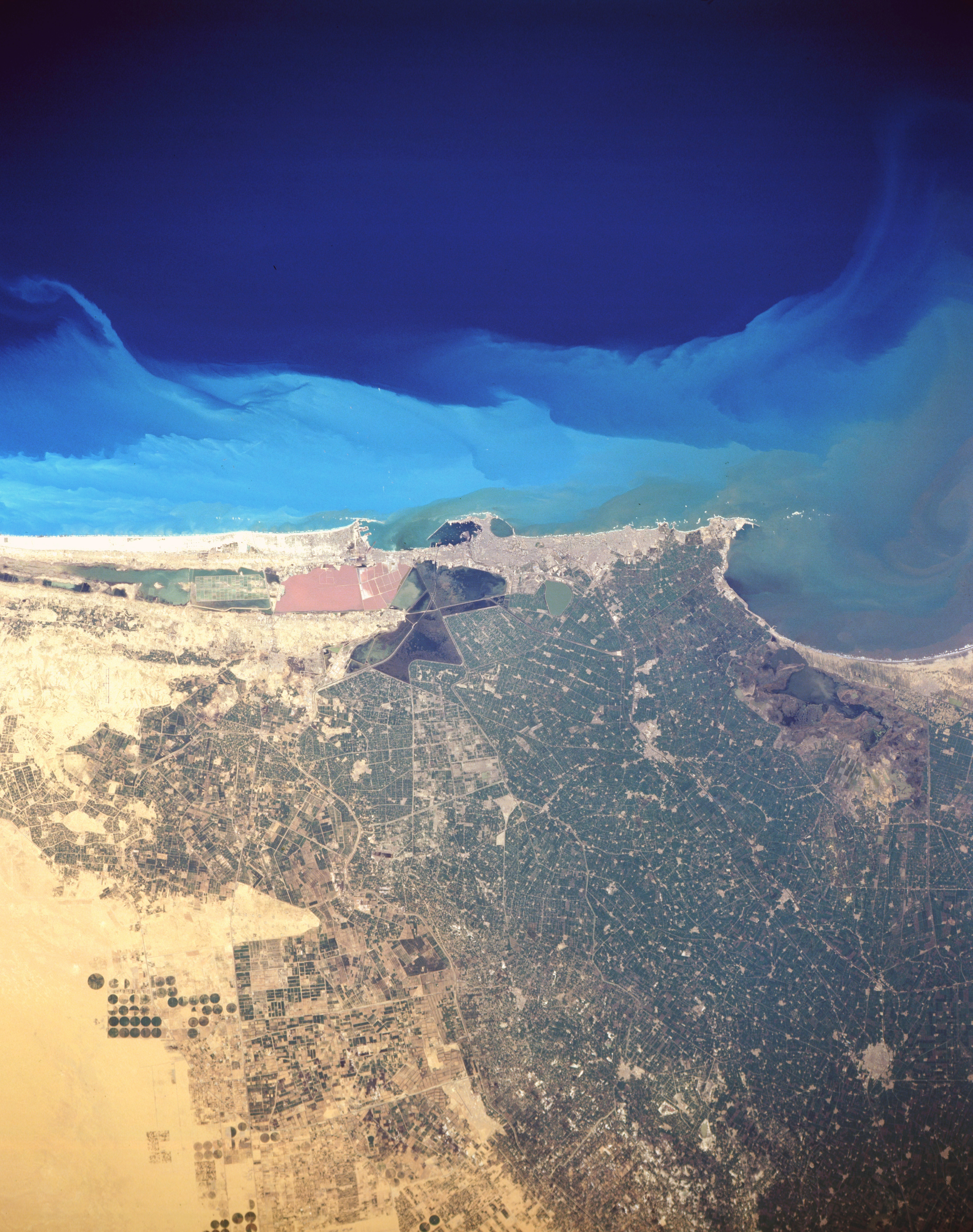
Alexandria des de l'espai (1990)

### Barris

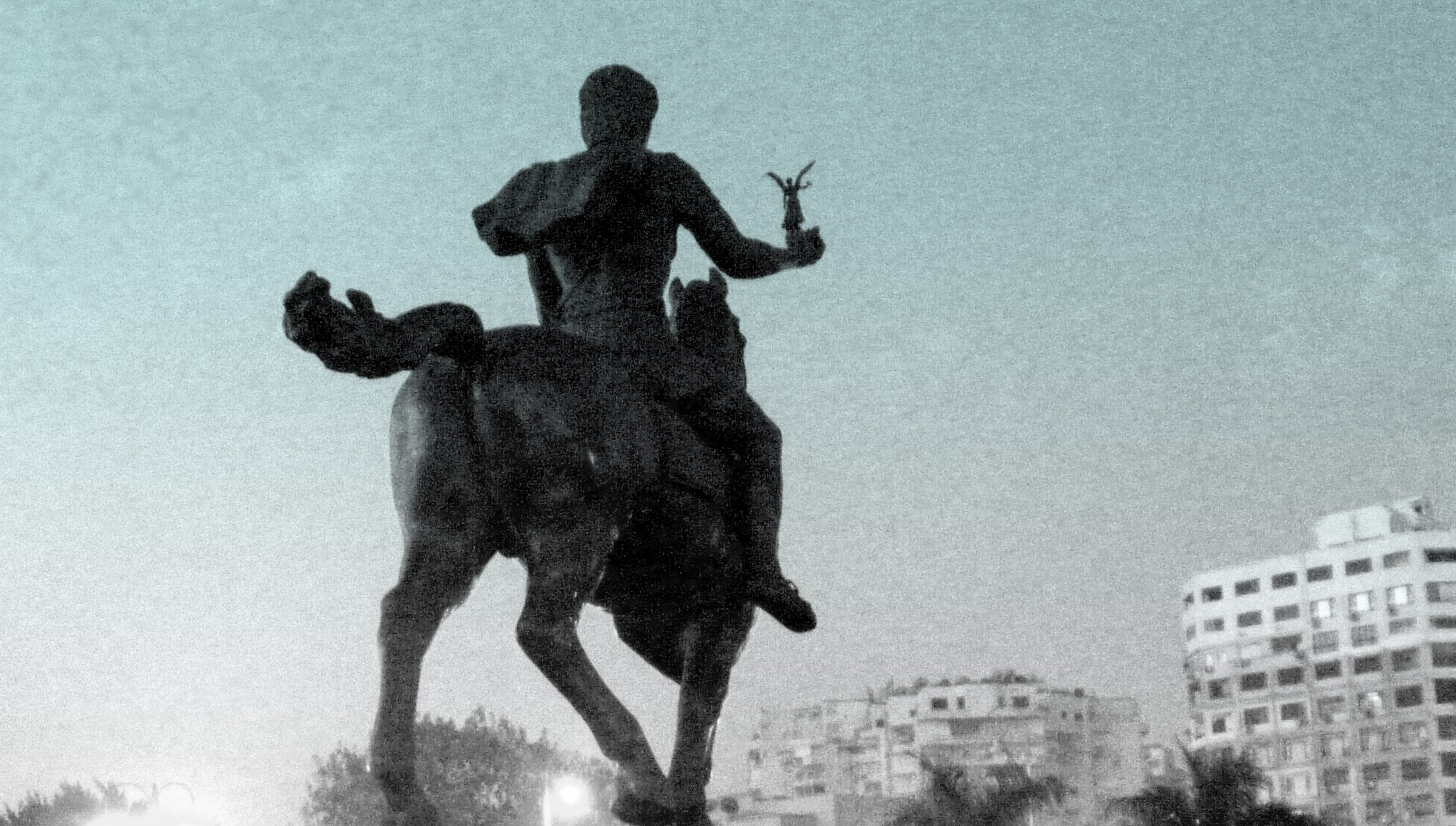
Estàtua d'Alexandre

Agami, Amreya, Anfoushi] Assafra, Attarine, Azarita (o Mazarita; originalment Llazaret), Bab Sidra, Bahari, Bacchus, Bolkly (Bokla), Borg al-Arab, Camp Shezar, Cleopatra, Dekheila, Ciutat Baixa, Port Oriental, Fleming, Gabbari (o : Qabbari, Qubbary, Kabbary), Gianaclis, Glym (complet Glymenópoulos), Gumrok (o al-Gomrok), Hadara, Ibrahimeya, King Mariout, Kafr Abdu, Karmous o Karmouz, Kom el-Dik (o Kom el-Dekka), Labban, Laurent, Louran, Platja Maamoura, Maamoura, Mafrouza, Mandara, Manshiyya, Mex, Miami, Montaza, Muharram Bey, Mustafa Kamil, Ramleh (o al-Raml), Ras al-Tin, Rushdy, Saba Pasha, San Stefano, Al-Shatibi, Schutz, Sidi Bishr, Sidi Gaber, Smouha, Sporting, Stanley, Syouf, Tharwat, Victoria, Wardeyan, Port Occidental, i Zizinia.

## Monuments i llocs d'interès

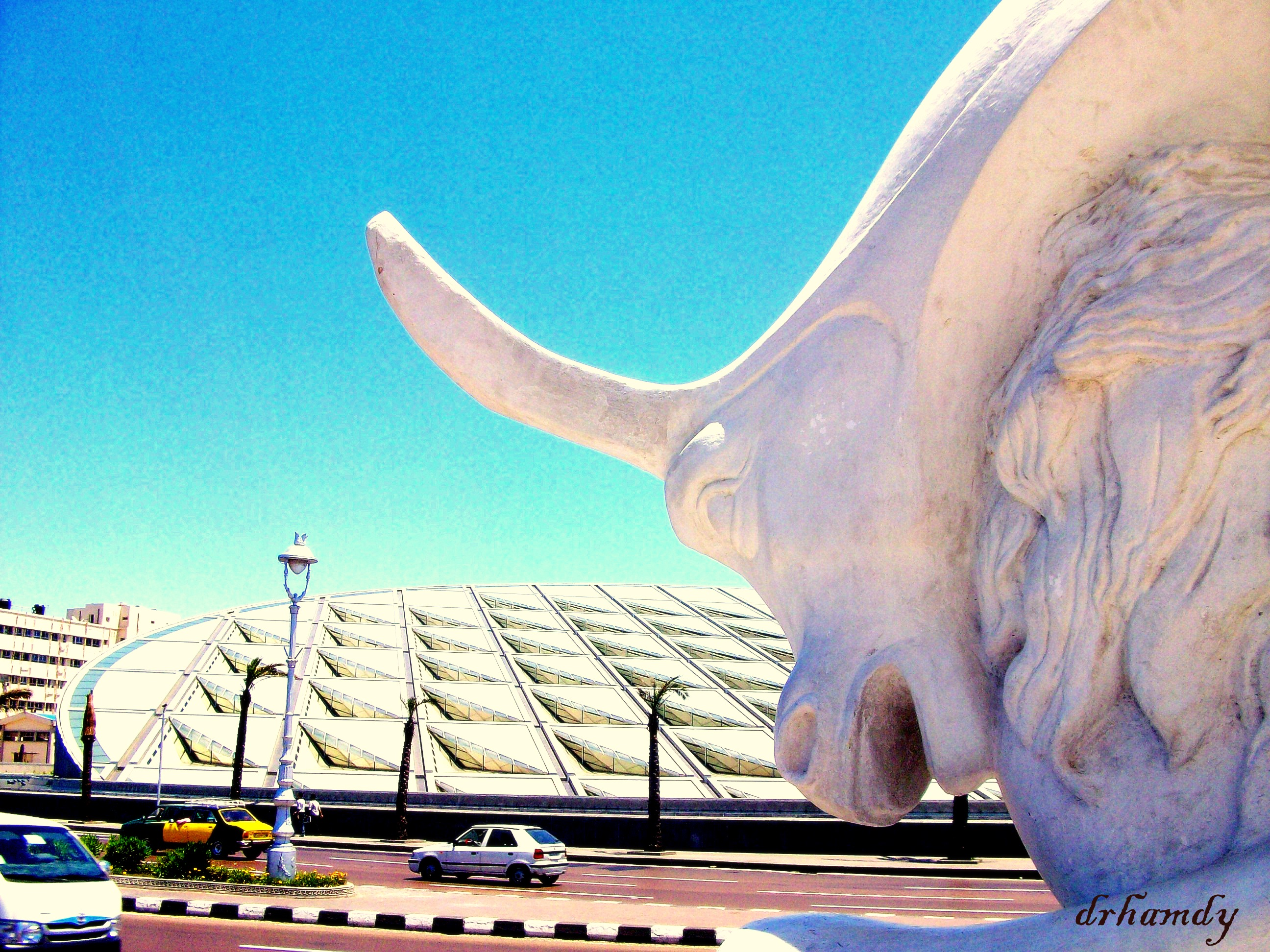
Biblioteca Alexandrina

L'antiga biblioteca d'Alexandria fou la més gran del món, al segle iii aC i incloïa el temple de les muses del que va derivar la paraula museu. El 2002 es va inaugurar la nova Biblioteca Alexandrina, on posteriorment, s'hi començaria a celebrar la Fira Internacional del Llibre d'Alexandria.
- El far d'Alexandria, una de les set meravelles, destruït i les restes sota el mar
- Amfiteatre romà
- Pilar de Pompeu
- Ciutadella de Kaitbay
- Catacombes de Kom el Shoqafa
- Bir Massoud
- Tomba al soldat desconegut

- Jardins reials de Montaza
- Parc Antoniades
- Jardins Shallalat
- Zoo d'Alexandria
- Plaça Verda
- Terra Fantasia
- Platja de Maamoura
- La Marina

Places
- Ahmed Orabi
- Saad Zaghloul

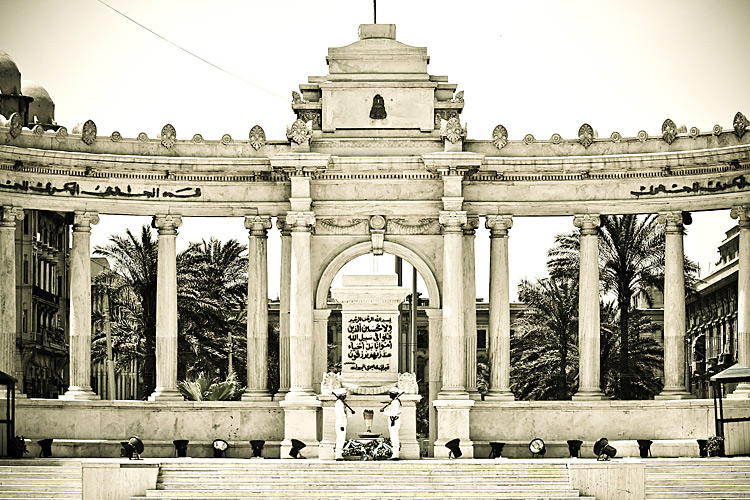
Monument al soldat desconegut

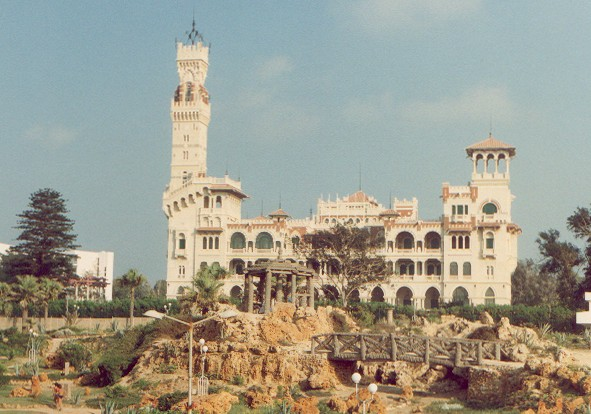
Palau Montaza

- Tahrir abans Muhammad Ali i abans Plaça dels cònsols
- Ahmed Zewail

Palaus
- Palau Montaza
- Palau Ras el-Tin
- Palau Presidencial

Edificis educatius
- Universitat d'Alexandria
- Universitat Pharos
- Universitat Senghor

Museus
- Aquari d'Alexandria
- Museu Grecoromà
- Museu de les Joies Reials
- Museu de Belles Arts
- Museu Cavafy
- Museu Nacional d'Alexandria

Universitats
- Universitat d'Alexandria
- Acadèmia Àrab de Ciència, Tecnologia i Transport Marítim

## Persones il·lustres
- Ahmed Nazif, primer ministre egipci.
- Konstandinos Petru Kavafis, poeta grec.
- Omar Sharif (1932 - 2015) actor-[3]
- Edgardo del Valle Paz, (1861-1920) compositor i pianista italià.